# Нюма
Нюма — река на севере России, протекает по Шенкурскому, Верхнетоемскому и Виноградовскому районам Архангельской области.
Река берёт начало из болота, юго-восточнее озера Лум. Устье реки находится в 413 км от устья Северной Двины по левому берегу. Длина реки составляет 79 км, площадь водосборного бассейна — 584 км². В 20 км от устья, по левому берегу реки в Нюму впадает река Ег. Другие притоки: Шиха, Болотный, Глубокий.

## Данные водного реестра
По данным государственного водного реестра России относится к Двинско-Печорскому бассейновому округу, водохозяйственный участок реки — Северная Двина от впадения реки Вычегда до впадения реки Вага, речной подбассейн реки — Северная Двина ниже места слияния Вычегды и Малой Северной Двины. Речной бассейн реки — Северная Двина.
Код объекта в государственном водном реестре — 03020300112103000027913.

## Топографическая карта
- Лист карты P-37-13,14 Южный. Масштаб: 1 : 100 000. Указать дату выпуска/состояния местности.